# Raimondo Manzini (pittore)
Raimondo Manzini (1668 – 1744) è stato un pittore italiano, noto per le sue raffigurazioni di fiori e animali.

## Biografia
Fu attivo a Bologna, venne chiamato il nuovo Zeusi. Uno dei suoi allievi fu Leonardo Sconzani.